# Lys (eksperimentalfilm)
|  | Denne artikel er oprettet af botten Steenthbot ud fra en ekstern database. Den kan derfor have sproglige fejl eller mangler. Denne skabelon kan fjernes efter kontrol af indholdet. |

 For alternative betydninger, se Lys (flertydig). (Se også artikler, som begynder med Lys)
Lys er en dansk eksperimentalfilm fra 1987 instrueret af Jens Jørgen Thorsen efter eget manuskript.

## Handling
Ud fra både videnskabelige og kunstneriske udgangspunkter er det filmens hensigt er at forklare hvad lys er.

## Medvirkende
- Jørgen Andersen
- Adam Schmedes
- Akanda
- Peter Severin
- Janaananda
- Preben Frank Stelvig
- H. Andersen